# 미겔 우리베 투르바이 암살 사건
2025년 6월 7일, 2026년 콜롬비아 대통령 선거 상원의원이자 예비 후보였던 미겔 우리베 투르바이는 콜롬비아 보고타 폰티본 지역의 모델리아에 위치한 엘 골피토 공원에서의 집회 중 등 뒤에서 총격을 받았다. 그는 위독한 상태로 입원했으며, 두 달 뒤인 2025년 8월 11일에 사망했다.

## 배경
미겔 우리베 투르바이는 콜롬비아의 보수 정치인이었다. 그의 할아버지인 훌리오 세사르 투르바이 아얄라는 콜롬비아의 제25대 대통령이었고, 그의 어머니인 언론인 디아나 투르바이는 1990년에 메데인 카르텔에 의해 납치되었으며 다음 해 구조 시도 중 사망했다. 공격 당시 우리베 투르바이는 콜롬비아 상원 의원으로 재직 중이었으며, 2026년 대통령 선거에서 민주중도당의 예비 후보로 출마했다.

## 공격
2025년 6월 7일, 우리베 투르바이는 보고타 폰티본의 모델리아에 위치한 엘 골피토 공원에서의 집회 중 등 뒤에서 총격을 받았다. 영국방송공사는 그가 세 발의 총상을 입었으며, 그 중 두 발은 머리에 맞았다고 보도했다. 다른 두 명이 부상을 입었고, 용의자 총격범은 경호원들과의 총격전 중 발에 부상을 입었다.
투르바이는 먼저 엥가티바 의료 센터로 이송된 후 푸니다시온 산타페 데 보고타로 옮겨져 신경외과 및 말초 혈관 수술을 받았다. 6월 16일, 그는 뇌출혈로 인해 긴급 수술을 받았으며, 8월 10일에는 또 다른 뇌출혈로 인해 다시 위독한 상태가 되었다.

### 사망
우리베 투르바이는 2025년 8월 11일, 39세의 나이로 푸니다시온 산타페에서 부상 합병증으로 사망했다.

## 수사 및 법적 절차
현장에서 10대 용의자가 체포되었다. 당국은 처음에는 그를 미성년자로 묘사했고, 나중에는 15세의 소년이 6월 10일에 살인 미수 및 불법 총기 소지 혐의로 기소되었다고 밝혔다. 체포 당시 촬영된 비디오에서 청년은 돈 때문에 행동했다고 말했다.
공격 당일, 콜롬비아 국방부는 책임자 정보를 제공하는 데 최대 30억 콜롬비아 페소의 현상금을 제공했다. 수사관들은 현장에서 회수된 9mm 글록형 권총이 2020년 8월 미국 애리조나주에서 합법적으로 구매되었으며, 콜롬비아로 어떻게 유입되었는지는 계속 수사 중이라고 밝혔다.
검찰은 이후 물류 및 정찰을 제공한 혐의를 받는 추가 용의자들을 기소했다. 2025년 7월 5일, 경찰은 보고타에서 공격의 주모자로 지목된 엘더 호세 아르테아가 에르난데스("치피" 또는 "코스테뇨")를 체포했다고 발표했다. 2025년 8월 현재, 당국은 공개적으로 동기를 밝히지 않았다.
총 6명이 이 사건과 관련하여 체포되었다: 살인 미수 및 불법 총기 소지 혐의로 기소된 10대 용의자; 물류 지원을 제공한 혐의를 받는 카를로스 에두아르도 모라 곤잘레스; 계획에 참여한 혐의를 받는 카테린 안드레아 마르티네스; 관련된 사람들을 데리러 가는 임무를 맡은 것으로 알려진 윌리엄 페르난도 곤잘레스 크루즈; 공격을 지시한 인물로 당국에 의해 지목된 엘더 호세 아르테아가 에르난데스; 그리고 7월 18일에 체포된 여섯 번째 인물, 지정 운전자로 알려진 사람. 이들 모두는 무죄를 주장했다.

## 반응

### 국내
콜롬비아의 구스타보 페트로 대통령은 X를 통해 우리베의 가족에게 연대를 표명하며 그의 어머니가 1991년에 살해된 사건을 언급했다.
공격 후 콜롬비아 정부는 6월 9일에 다가오는 대통령 및 입법 선거 후보들의 보안 강화를 위한 회의를 개최할 계획이었다. 이 회의는 야당인 우리베 투르바이의 민주중도당, 철저한 변화, 그리고 콜롬비아 보수당이 참석을 거부한 후 중단되었으며 선거 감시 위원회로 대체되었다.
우리베 투르바이가 수술에서 회복 중인 동안, 카를로스 페르난도 갈란 보고타 시장과 전 대통령인 알바로 우리베 및 세사르 가비리아가 산타페 재단 클리닉을 방문했다. 당국은 용의자가 다른 사람들에게 고용된 청부 살인자라고 믿고 있다고 밝혔다.

### 국제
칠레 대통령 가브리엘 보리치, 에콰도르 대통령 다니엘 노보아 및 베네수엘라 야당 지도자 마리아 코리나 마차도가 이 공격을 비난했다. 미국의 국무장관 마코 루비오는 콜롬비아 정부에 정치적 수사를 완화하고 공무원들의 보안을 강화할 것을 촉구했다. 미국 하원의원 마리아 엘비라 살라자르는 책임자들이 사법 절차를 밟아야 한다고 촉구했다. 콜롬비아 태생의 미국 상원의원 버니 모레노는 X 성명을 통해 이 공격을 "민주주의에 대한 비열한 공격"이라고 비난하며 책임자들이 신속한 처벌을 받아야 한다고 촉구했다.